# Eryka
Eryka – żeńska forma imienia Eryk, pochodzenia germańskiego. 
W styczniu 2024 w rejestrze PESEL, wśród publicznie dostępnych danych, wykazano 4455 kobiet o imieniu Eryka nadanym jako imię pierwsze oraz 1996 kobiet noszących imię Eryka jako imię drugie. Dla porównania, najczęściej nadane jako żeńskie imię pierwsze – Anna, nosi 1072616 osób. 
Eryka imieniny obchodzi razem z Erykiem: 9 lutego i 18 maja.

## Imię Eryka w innych językach[7]
- łacina – Erica
- angielski – Erica
- czeski – Erika
- francuski – Erica
- hiszpański – Erica
- niderlandzki – Erica, Erika, Erikje, Erke, Erkina[8]
- niemieckl – Erika
- włoski – Erica.

## Osoby o imieniu Eryka
- Erika Hess (ur. 1962) – szwajcarska narciarka alpejska, medalistka olimpijska, mistrzyni świata
- Erica Jong – amerykańska poetka
- Erika Eleniak – aktorka amerykańska
- Erika Sawajiri – japońska wokalistka, modelka i aktorka
- Erika Steinbach – niemiecka polityk.